# Comtat de Santa Maria de Pomés
El comtat de Santa Maria de Pomés (o Pomers) és un títol nobiliari pontifici concedit a l'advocat Benet de Pomés i de Pomar (Barcelona 1875-1953).